# Горка (Виборзький район)
Горка (до 1948 року - Суурпяаля, фін. Suurpäalä «велика голова») — селище в  Виборзькому районі  Ленінградської області. Входить до складу  Селезньовського сільського поселення.
Колишнє фінське село, до 1939 року входило до складу волості Сяккіярві Виборзької губернії Фінляндії. Перейменоване в 1948.

## Населення
| 2007 | 2010 | 2017 |
| ---- | ---- | ---- |
| 3    | ↗11  | ↘8   |